# Marie-Thérèse Walter
Marie-Thérèse Walter (Le Perreux-sur-Marne, 13 luglio 1909 – Juan-les-Pins, 20 ottobre 1977) è stata una modella francese, nota per avere posato per Pablo Picasso ed esserne stata l'amante dal 1927 al 1935 circa.
Conobbe Picasso all'età di diciassette anni, mentre lui ne aveva quarantacinque ed era sposato con Ol'ga Chochlova, dalla quale aveva avuto un figlio, Paulo.
La loro relazione finì quando Picasso si innamorò dell'artista Dora Maar.
Nei suoi dipinti, Picasso la ritrae come una figura solare e luminosa, come in Le Rêve (1932). In un altro dipinto cubista, Ragazza davanti allo specchio, il volto della ragazza è disgregato in due parti: una lucente e gioiosa e l'altra in ombra e triste. La visione che l'artista aveva di Marie è totalmente in contrasto con quella che aveva della sua seconda amante: i ritratti della Maar sono infatti spesso cupi e intrisi di pena.

## Biografia
Prima dell'incontro con Picasso, non si hanno notizie precise sulla vita della Walter, che all'epoca viveva con la madre, Emilie Marguerite Walter, a Parigi.
In passato sono state fatte diverse ipotesi riguardanti la data esatta del suo primo incontro con l'artista; gli autori collocano quest'avvenimento tra gennaio del 1925 e lo stesso mese del 1928.
Al momento dell'incontro Picasso viveva con sua moglie, la ballerina russa Ol'ga Chochlova, e il figlio di circa cinque anni. La casa della famiglia Picasso si trovava vicino all'abitazione della Walter, la quale, non avendo mai conosciuto il padre, rimase affascinata dalla figura dell'artista che rappresentava una sorta di padre-padrone, non tanto interessato all'aspetto intellettuale quanto a quello fisico, e predominante, della loro relazione.

Dal 1930, soggiornò in una casa di fronte a quella di Picasso in Rue La Boétie 44; Marie era l'ombra invisibile della famiglia, e divenne la modella e la musa ispiratrice sia di dipinti che di celebri sculture dell'artista.

### Gli ultimi anni con Picasso (1935-1940)
Nel 1935, Marie rimase incinta. Quando la moglie di Picasso, Olga, venne informata da un amico che il marito intratteneva da lungo tempo una relazione segreta da cui stava per nascere un bambino, presentò istanza di divorzio, e con il figlio Paulo si trasferì nel sud della Francia. Siccome la legge francese stabiliva la divisione dei beni in caso di divorzio, Picasso non assecondò mai Olga, con cui rimase sposato fino alla morte di lei nel 1955.
Il 5 settembre del 1935 nacque Maya Widmaier-Picasso. Marie e Maya rimasero con Picasso a Juan-les-Pins, nel sud della Francia dal 25 marzo al 14 maggio del 1936, per poi trasferirsi a Le Tremblay-sur-Mauldre, distante 25 km da Versailles, dove Picasso si recava a far loro visita durante i fine settimana e i giorni in cui la bambina non andava a scuola.
Maya Picasso ha posato anche per alcuni dei suoi dipinti, tra cui Maya con la bambola (1938)
Marie-Thérèse divenne gelosa quando Picasso si innamorò nel 1935 di Dora Maar, fotografa surrealista e sua modella, da cui, a differenza di Marie, veniva attratto anche intellettualmente.
Le due donne non solo erano l'una l'opposto dell'altra nell'aspetto (Dora di bassa statura e bruna mentre Marie bionda, alta e con gli occhi azzurri) ma anche nei dipinti di Picasso che rappresentava l'una bionda e raggiante e l'altra cupa e in pena.

### Gli anni dopo Picasso e la morte
Nel 1940, Marie e Maya si trasferirono a Parigi, Boulevard Henri IV, n. 1, dal momento che la casa a Le Tremblay-sur-Mauldre era stata occupata durante la seconda guerra mondiale.
Picasso sostenne finanziariamente Marie e Maya, ma non sposò mai Marie.
Il 20 ottobre 1977, quattro anni dopo la morte di Picasso, Marie-Thérèse si suicidò impiccandosi nel garage a Juan-les-Pins, nel sud della Francia.
Nel 2004, il figlio di Maya e nipote di Marie-Thérèse, Olivier Widmaier Picasso, ha pubblicato una biografia sul suo celebre nonno, intitolata: Picasso: The Real Family Story.

## Lista incompleta di ritratti
- La Lecture (1932)
- The Dream \ Le Rêve (1932)
- Nude, Green Leaves and Bust (1932)
- Nude in a Black Armchair (1932)
- Woman in Hat and Fur Collar (1937)